# LineageOS
LineageOS er et Android-baseret styresystem til smartphones, tablet-computere og set-top-bokse, med for det meste gratis og open source-software. Det er efterfølgeren til CyanogenMod, hvorfra det blev splittet i december 2016, da Cyanogen Inc. meddelte, at det stoppede udviklingen og lukkede ned for infrastrukturen bag projektet. Da Cyanogen Inc. beholdt rettighederne til Cyanogen-navnet, omdøbte projektet sin forgrening til LineageOS.
LineageOS blev officielt lanceret den 23. december 2016, med kildekoden tilgængelig på både GitHub og GitLab. I marts 2017 havde den angiveligt en million brugere med OnePlus One som den mest populære enhed.